# Ara ararauna
El guacamayo azul y amarillo (Ara ararauna) es una especie de ave psitaciforme de la familia Psittacidae que es endémica de América del Sur. Su área de distribución comprende desde Panamá hasta el noreste de Argentina pasando por toda la cuenca amazónica. Se los puede encontrar en su hábitat natural en los siguientes países: Colombia, Venezuela, Ecuador, Perú, Brasil, Paraguay, Argentina y Bolivia, son aves ampliamente distribuidas en el continente sudamericano. En cautividad se reproducen fácilmente; en libertad viven en grupos de veinticinco a treinta ejemplares. Este guacamayo es apreciado como mascota, y por este mismo motivo su población salvaje decayó, sin embargo este guacamayo sigue clasificado como en preocupación menor.

## Descripción

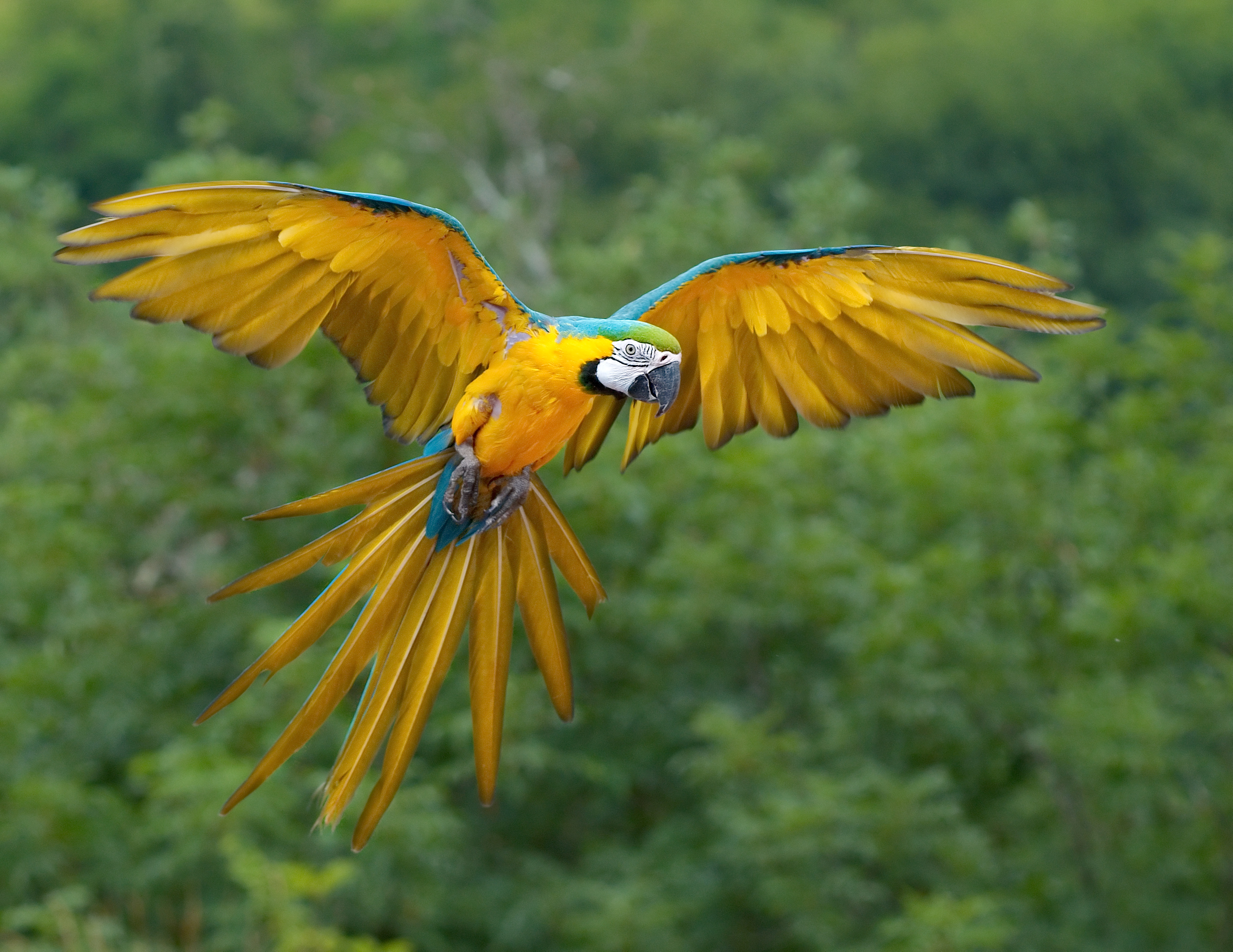
Guacamayo volando en el Parque de aves de Jurong de Singapur.

Mide entre 76 y 86 cm de largo y pesa de 900 a 1500 g. Macho y hembra adultos son generalmente iguales, su plumaje es de color azul en la parte superior, de color amarillo teñido de oro en el pecho y el vientre, la barbilla es de color azul oscuro y la frente verde. El pico es de color negro y las patas de color gris oscuro. La cara es de color blanco y llena de pequeñas plumas negras, volviéndose de color rosa en las aves excitadas.
Hay poca variación en el plumaje en toda la gama. Algunas aves tienen un color más anaranjado en la parte inferior, sobre todo en el pecho. Esto fue visto a menudo en las aves de Trinidad y otras zonas caribeñas y parece deberse a factores ambientales.

## Distribución y hábitat
Se encuentra en Sudamérica, desde Panamá hasta Perú, Bolivia y el noreste del Argentina, se considera extinta en Paraguay, Aunque en agosto del año 2011 fue reintroducido en la ciudad de Asunción y en la reserva natural del bosque mbaracayú, también en bosques de la región oriental donde fue indicada tanto en las selvas del extremo septentrional como en las del noroeste como las del nordeste, se liberaron más de 400 ejemplares en toda la región oriental del Paraguay. Se extiende ligeramente en América Central, donde se limita solo a Panamá. Es una especie en peligro de extinción en Trinidad, pero todavía sigue estando muy extendida y es bastante común en gran parte del territorio continental de América del Sur. También hay una población reproductora en el Condado de Miami-Dade en la Florida, formada por aves escapadas del cautiverio. Por lo tanto aparece como de Preocupación Menor por la BirdLife International. En el siglo XV y con toda probabilidad hasta fines de siglo XIX su área de distribución abarcaba prácticamente toda la cuenca del Caribe.
Viven en hábitats variados que van desde bosque húmedo tropical,  selva tropical a Sabana seca. Viven principalmente en bosques cercanos a los cauces de los ríos.

## Reproducción

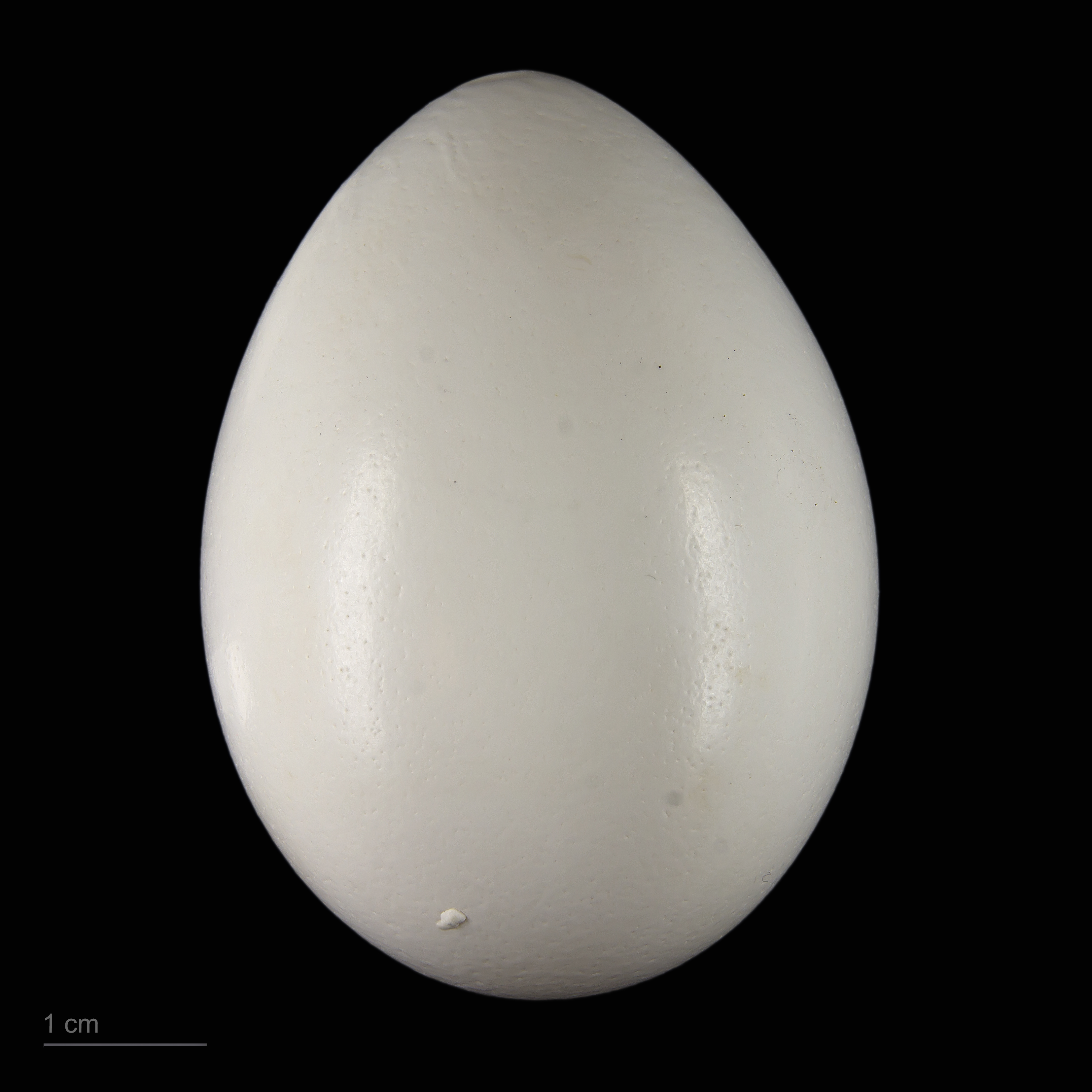
Ara ararauna - MHNT

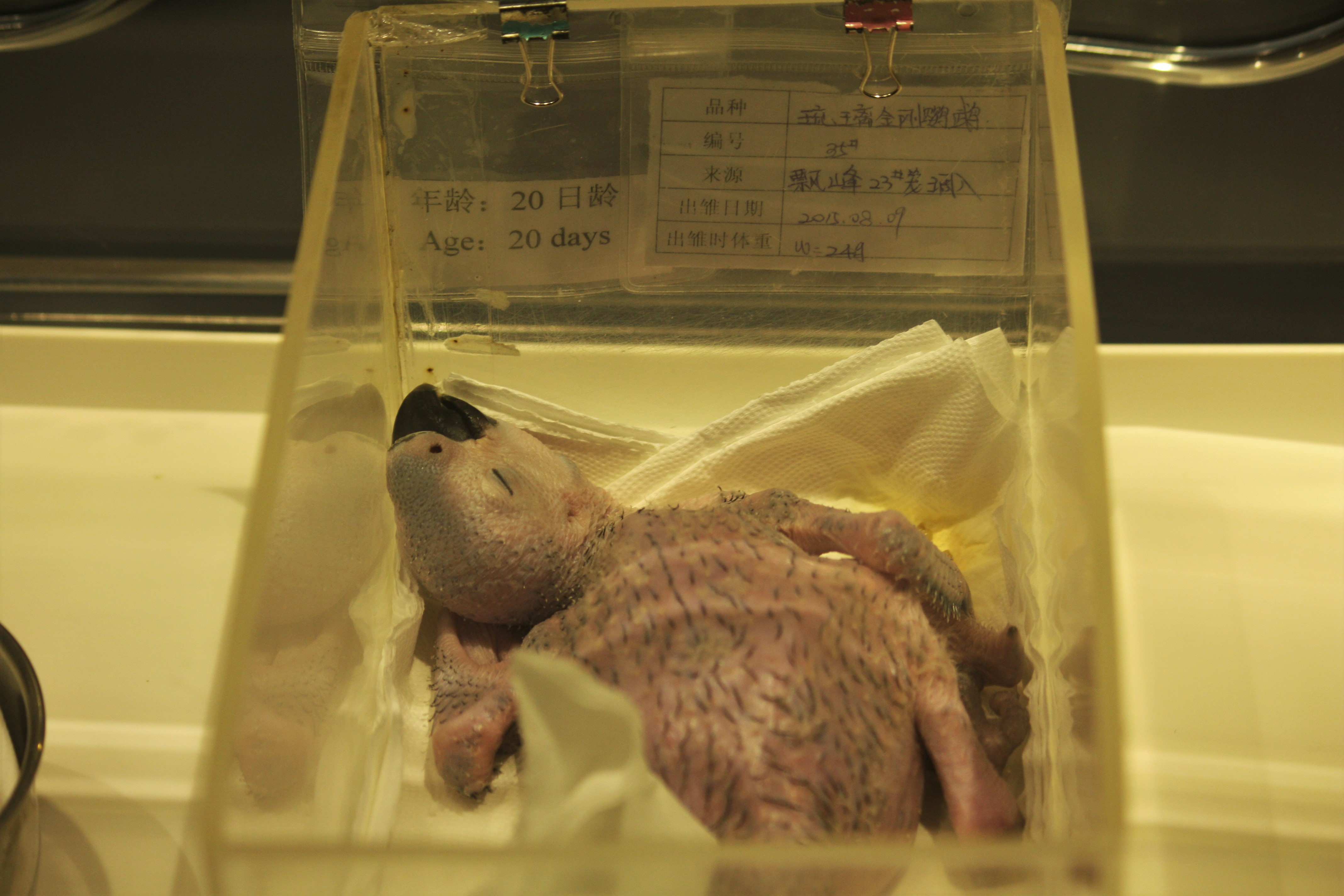
Polluelo de 20 días.

Una vez formada la pareja ya no se separan. Si en su zona los sitios de anidación son escasos, las parejas pueden expulsar o matar a los ocupantes de los nidos ya establecidos. Anidan cada dos años entre agosto y enero, cavan agujeros en los troncos de los árboles y palmeras y la hembra generalmente pone dos o tres huevos. La hembra incuba los huevos durante unos veintiocho días y los polluelos abandonan el nido en aproximadamente noventa días después de la eclosión. El macho alimenta a la hembra durante este período y protege el nido de los intrusos. Un estudio realizado en el parque nacional de las Emas en dieciocho nidos de control, indicó una tasa de natalidad del 72 %. Los polluelos nacen sin plumas y ciegos y son alimentados por ambos padres con frutos y semillas regurgitados, permaneciendo en el nido durante tres meses. Incluso después las crías permanecen con los padres un máximo de un año y alcanzan la madurez sexual solo después de tres o cuatro años.

## Galería

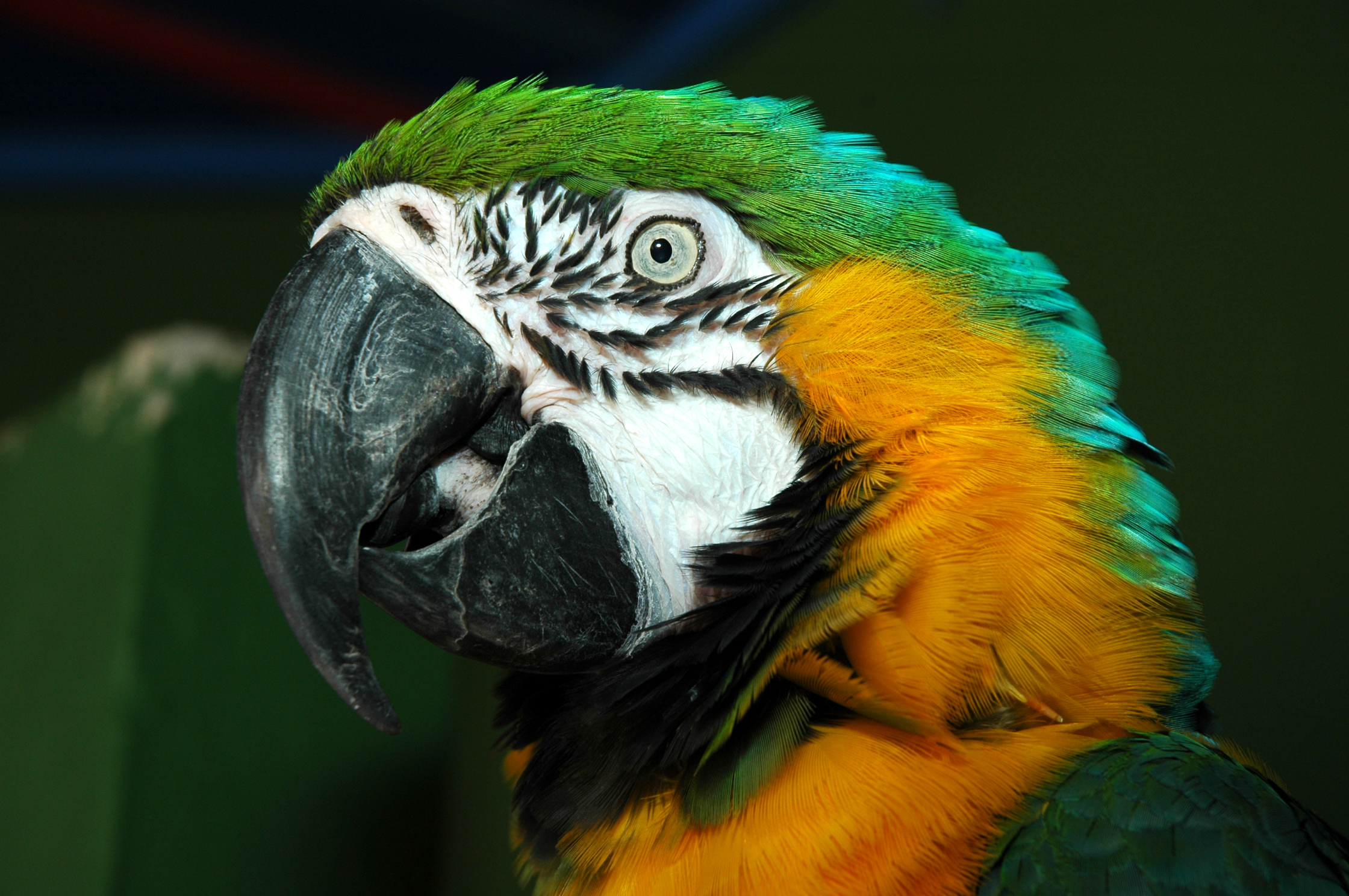
En cautividad en Gran Canaria (España).
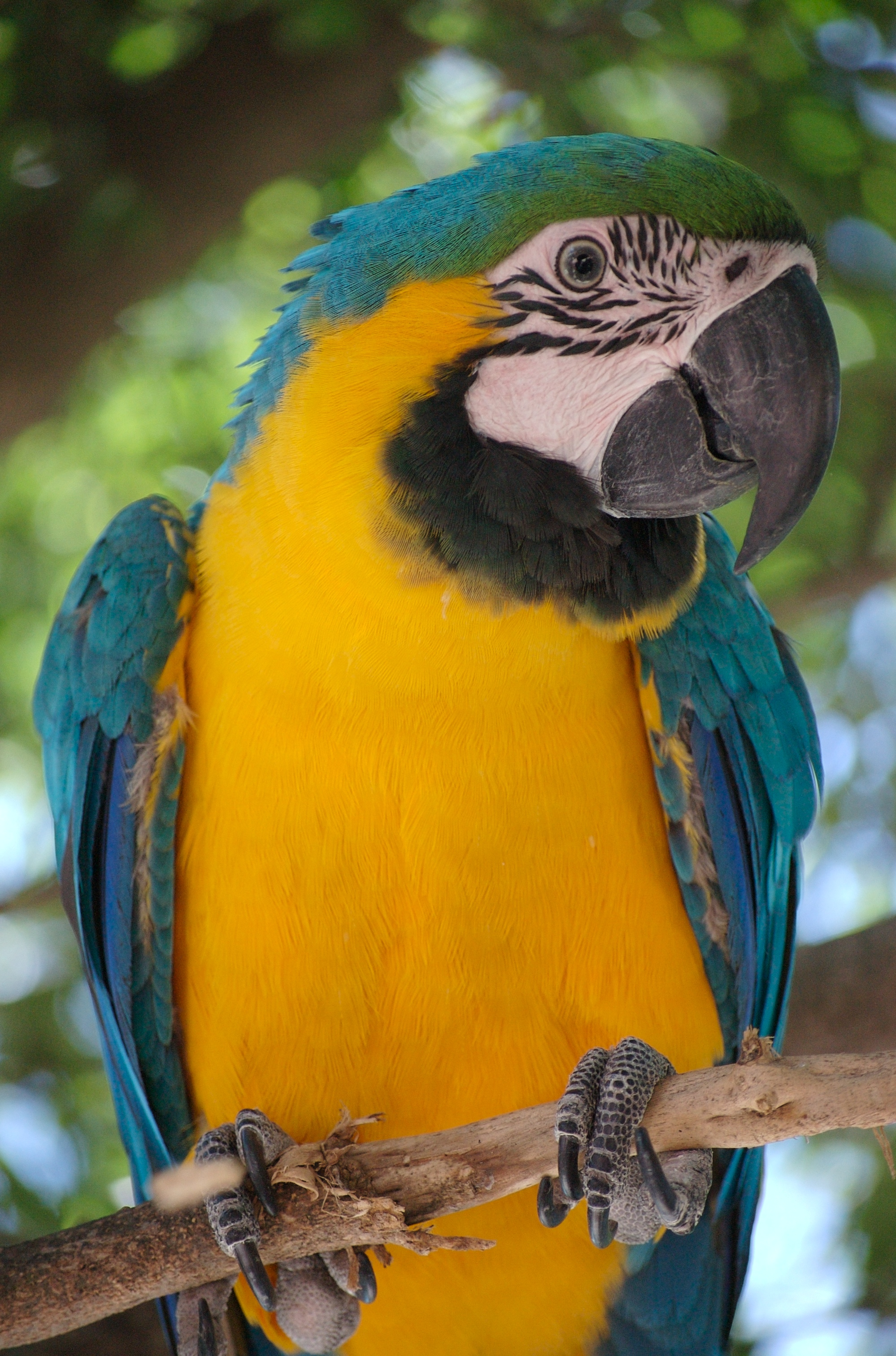
En la rama de un árbol en el zoológico de Luján, Argentina.
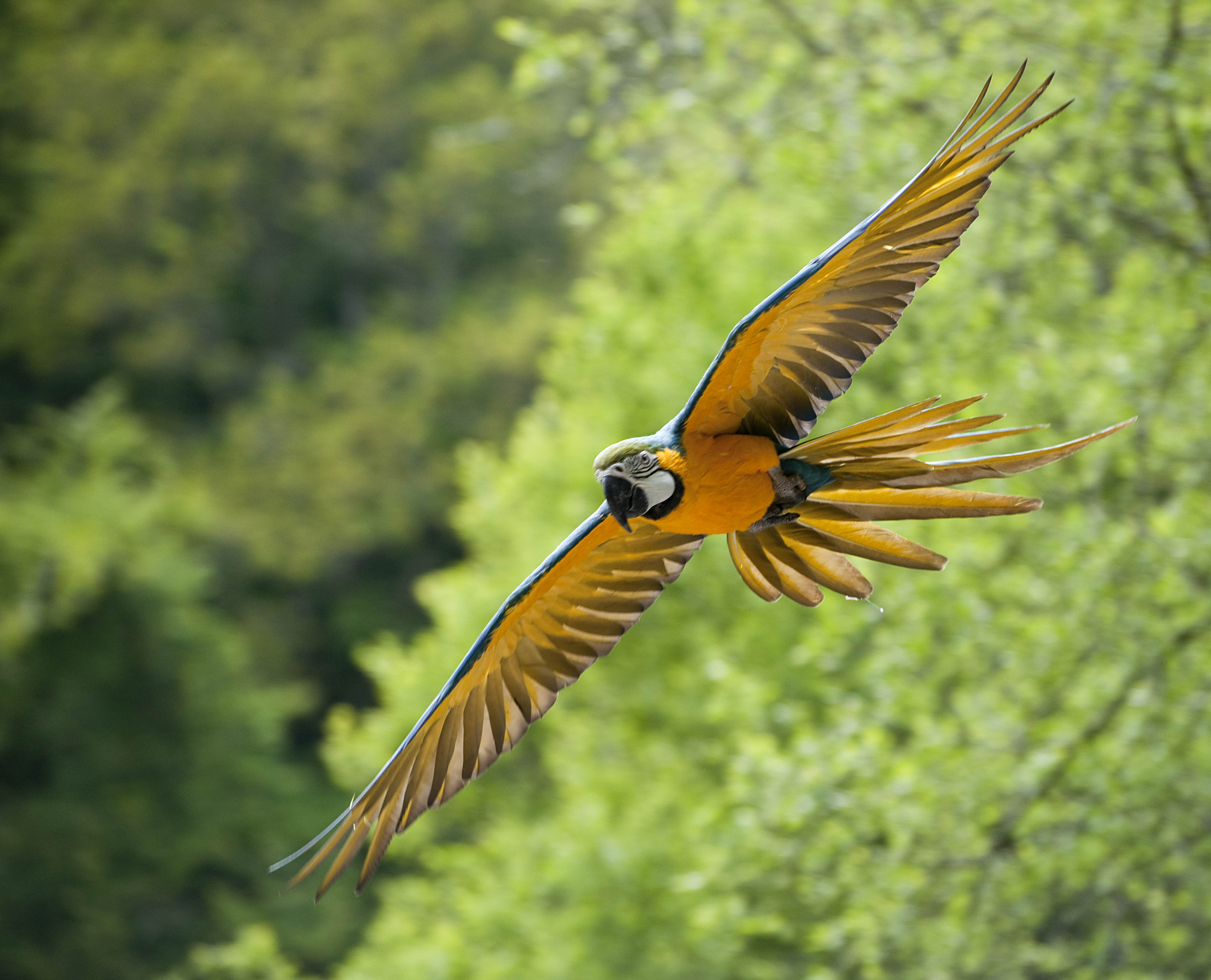
Volando en el zoológico Pont-Scorff en Morbihan, Francia.
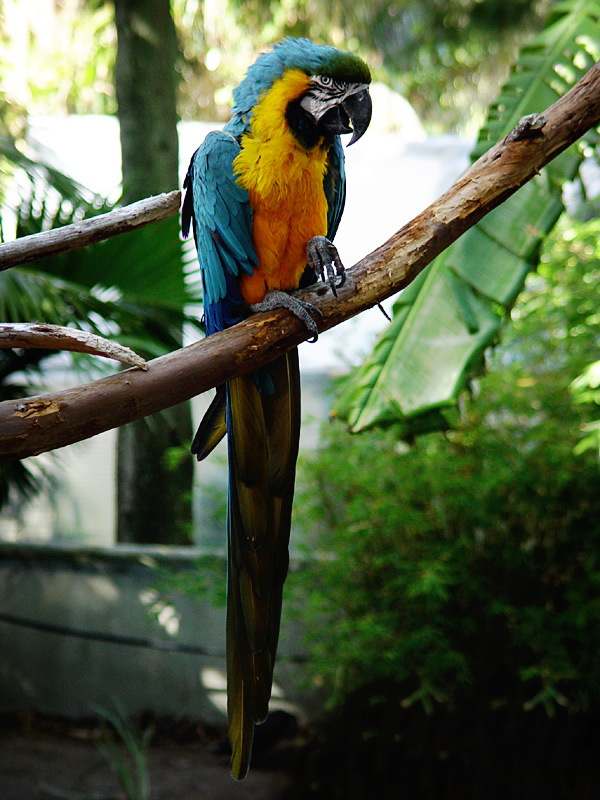
En el World of Birds de Ciudad del Cabo, Sudáfrica.
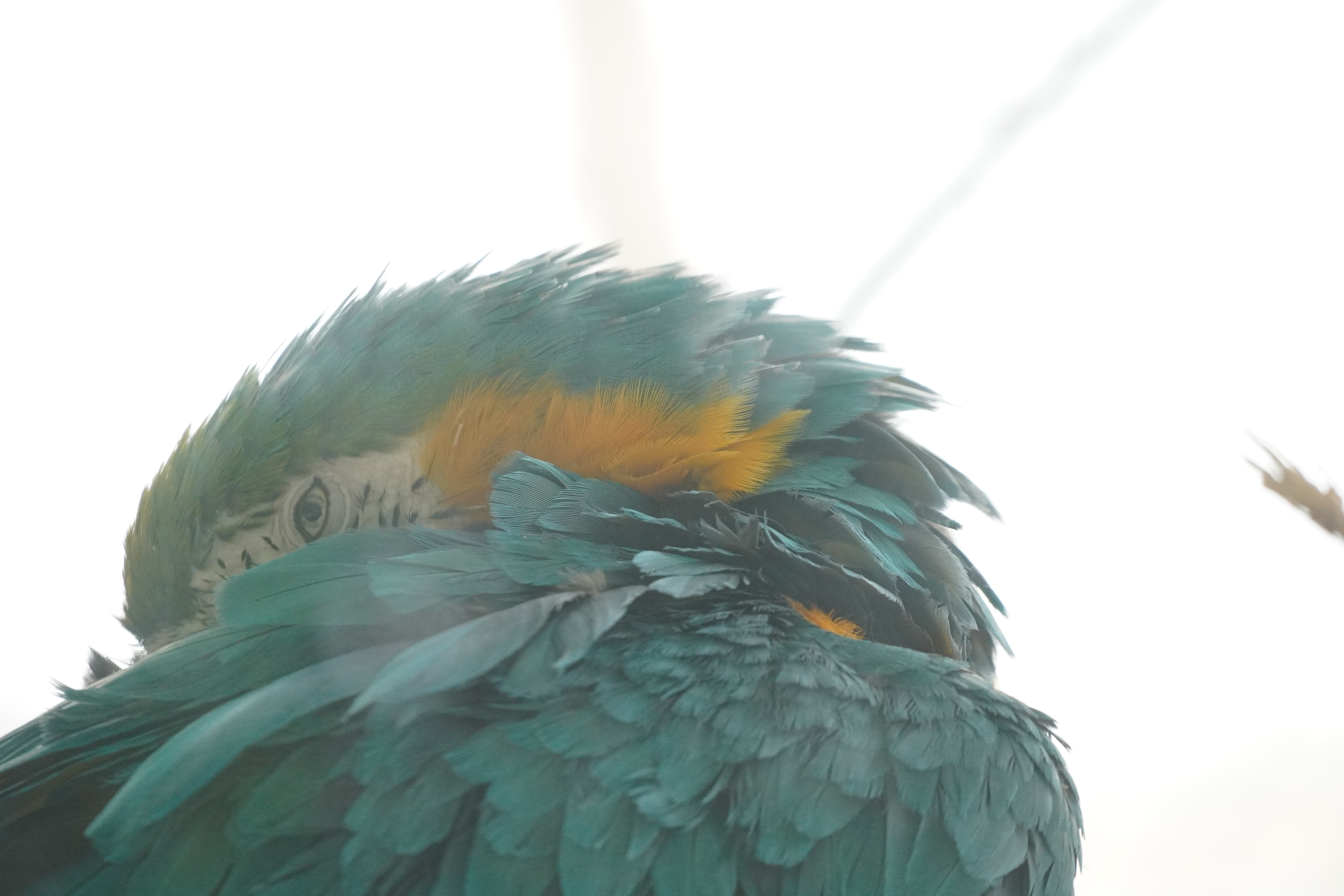
Individual de cautiverio (Parque de las Leyendas)
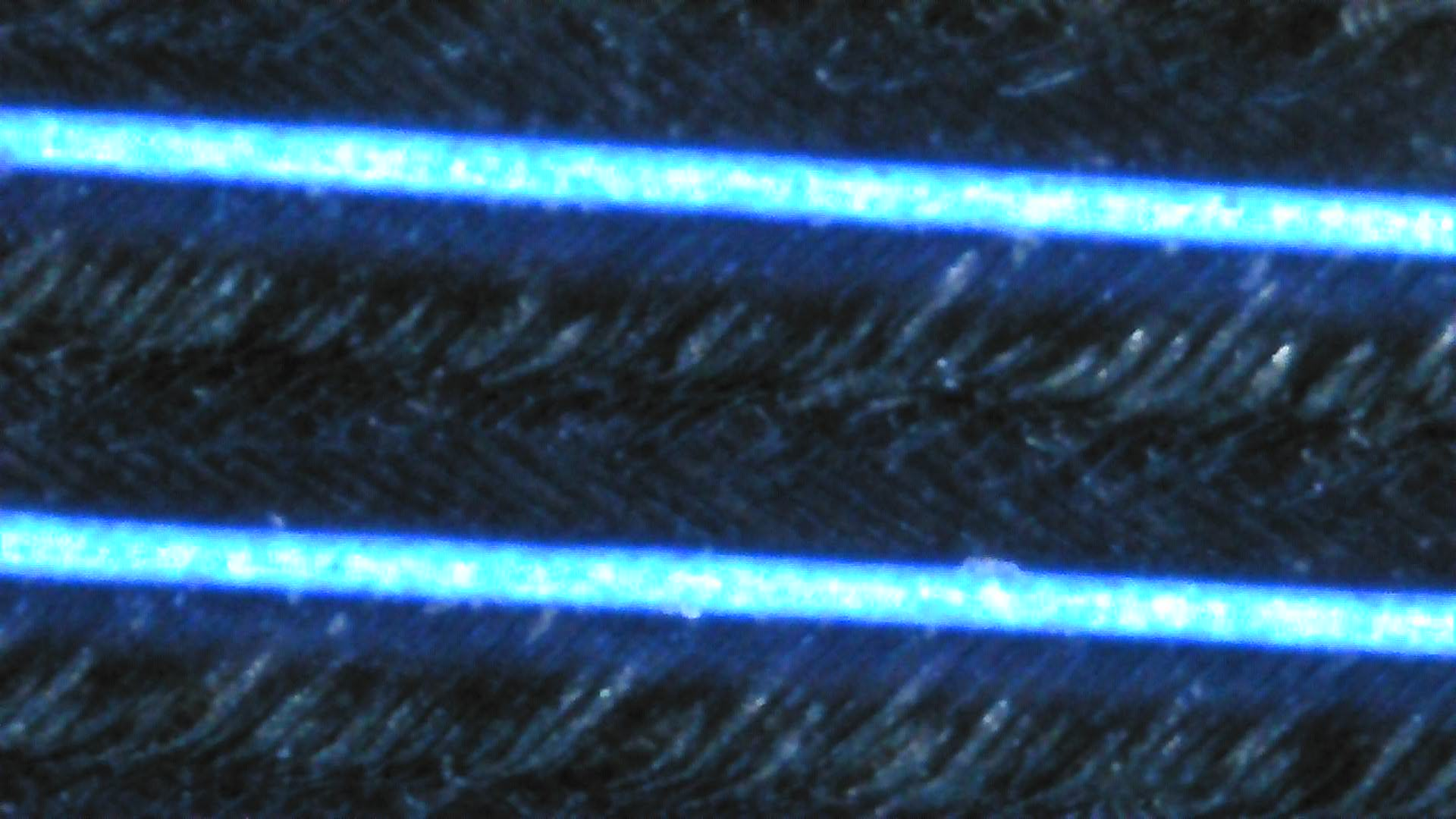
Pluma de cerca de un espécimen en cautiverio de Perú